# Жу-жу-жу (мультфильм)
«Жу-жу-жу» («Пчёлка Жу-жу-жу») — советский короткометражный мультипликационный фильм, снятый на студии «Союзмультфильм» в 1966 году режиссёром Львом Мильчиным.

## Сюжет
Пчёлка Жу-жу-жу не смогла попасть домой, так как сильный ветер захлопнул дверь в её домик. Пчёлка обратилась за помощью к Кузнечику, к Муравью, к Жуку, но ни один из них не согласился ей помочь.
Неожиданно помочь Жу-жу-жу вызвались Трутни. Но, открыв дверь, они крадут нектар и устраивают погром в домике пчёлки. К тому же ветер усиливается, и пчёлка Жу-жу-жу, устав бороться с трутнями и стихией, падает без сил.
После того как ветер стих, Жу-жу-жу находят другие пчёлы. Они помогают своей подруге прийти в себя, собирают новый нектар и приглашают Жу-жу-жу в свой улей, чтобы она могла жить среди друзей

## Создатели
- Автор сценария — Василий Ливанов
- Режиссёр и художник-постановщик — Лев Мильчин
- Оператор — Михаил Друян
- Композитор — Вадим Гамалия
- Звукооператор — Борис Фильчиков
- Текст от автора читает — Зиновий Гердт
- Художник — Ирина Троянова
- Аниматоры — Виталий Бобров, Константин Чикин, Александр Давыдов, Леонид Носырев, Иван Давыдов, Галина Баринова
- Монтажёр — Валентина Турубинер
- Ассистенты — Лидия Никиткина, Николай Ерыкалов, Гелий Аркадьев
- Редактор — Аркадий Снесарев
- Директор картины — Г. Кругликов